# Stora Skärsjön, Västergötland
Stora Skärsjön är en sjö i Tranemo kommun i Västergötland och ingår i Ätrans huvudavrinningsområde.